# 무와탈리 2세

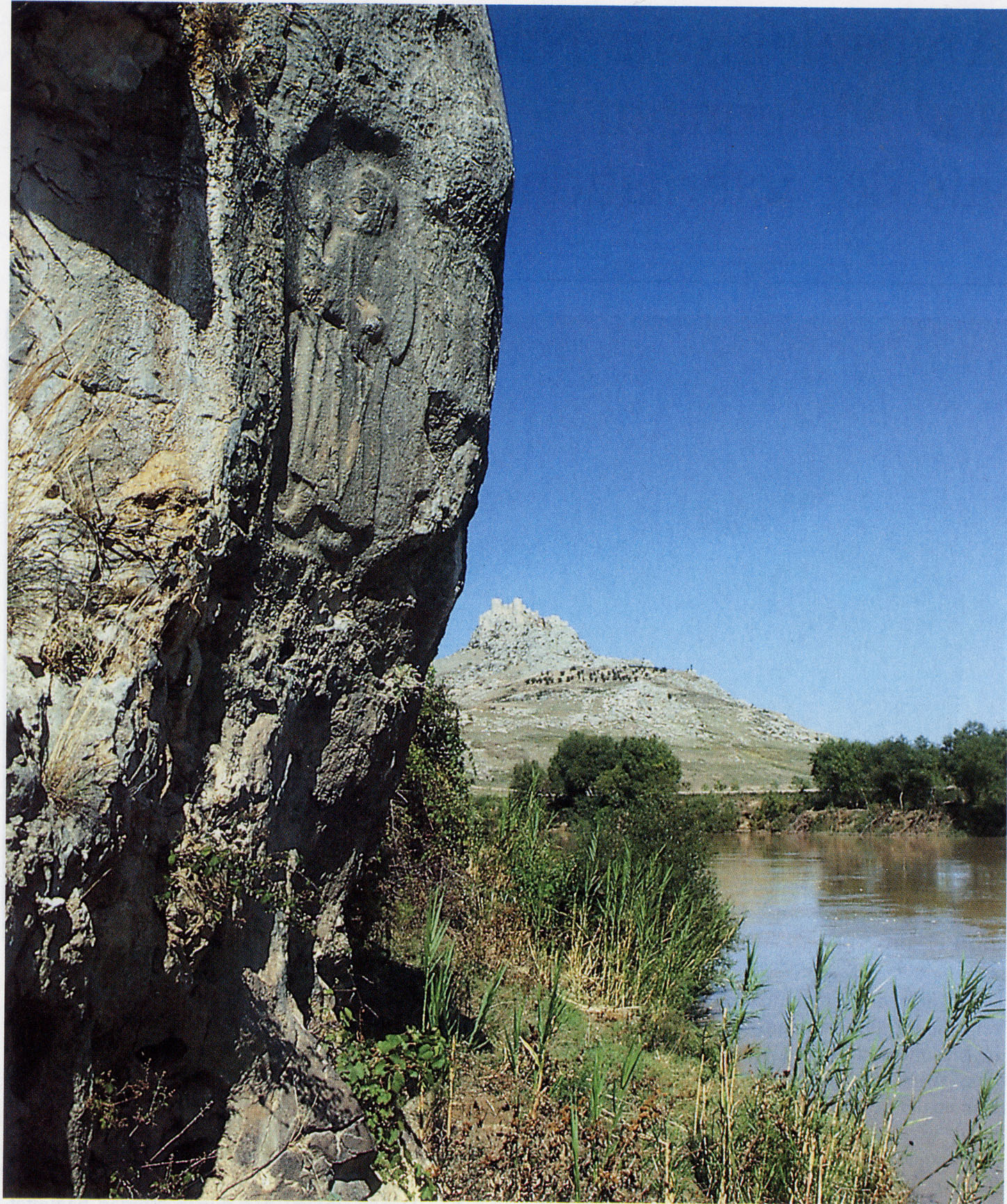

무와탈리 2세(mNIR.GÁL)는 히타이트 제국 신왕국의 왕(기원전 1295년~기원전 1272년)이다. 무르실리 2세의 장자인 그는 기원전 1274년 카데시 전투에서 이집트 람세스 2세와 싸운 후 평화 조약을 맺은 히타이트 지배자로 잘 알려져 있다. 왕이 된 후 그는 카스카스가 쳐들어오자 수도를 타르훈타사로 옮기고, 형제인 하투실리 3세를 하투사의 총독으로 임명했다.
아르자와 동맹 소속 윌루사의 지배자 알락산두 간의 조약의 사본이 복원되었다. 이집트 학자들은 무와탈리 2세가 시리아 땅의 지배를 둘러싼 두 초강대국(히타이트와 이집트) 간의 충돌을 피하기 위해 세티 1세와 비공식적 평화 조약을 체결했다고 믿는다. 세티 1세 역시 이집트 국내 문제에 집중하기 위해 히타이트 왕에게 카데시를 넘겼다.
무와탈리에게는 두 아들이 있었는데, 둘 다 후르리인의 태풍신 테슙에 경의를 표하는 뜻에서 후르리인 이름이 주어졌다. 왕자 중 한 사람인 우르히(Urhi-Teshup)는 무르실리 3세가 되었으나 하투실리 3세에 의해 폐위당했다. 다른 왕자 울미(Ulmi-Teshup)는 타르훈타사의 제후가 되었다. 울미는 후르리어에서 여자 노예라는 뜻인데, 어쩌면 딸일 수도 있다.